# SN 2007nr
SN 2007nr – supernowa typu II-P odkryta 15 września 2007 roku w galaktyce A010159+0040. W momencie odkrycia miała maksymalną jasność 21,50m.